# CeCILL
La llicència CeCILL o CeCILL-A, abreviatura de CEA CNRS INRIA Loiciel Libre, és una llicència francesa de programari lliure anunciada públicament el 21 juny de 2004, basada i compatible amb la GNU General Public License i respectant a l'hora els requisits de la legislació francesa; utilitzar la llengua francesa —Llei Toubon— i solvatar alhora les imprecisions respecte als drets de propietat. Va ser desenvolupada per la col·laboració conjunta dels organismes de recerca francesos Commissariat à l'énergie atomique et aux énergies alternatives (CEA), Centre Nacional de la Recerca Científica (CNRS) i l'Institut national de recherche en informatique et en automatique (INRIA), davant la demanda de les administracions franceses per distribuir els seus programes utilitzant llicencies GNU.
Sota la denominació llicència CeCILL es van desenvolupar també la CeCILL-B, compatible amb les llicències BSD però no és copyleft, ja que té obligació d'atribució, i la CeCILL-C, pels «components» o mòduls relacionats, compatible amb la GNU LGPL de la Free Software Foundation i limitada en matèria de copyleft als mateixos termes que la Mozilla Public License.
La versió 1 va ser publicada el mateix any 2004, la versió 2 el 2005 i la versió 2.1, com a llicència Open Source compatible amb la European Union Public Licence i amb la GNU Affero GPL, el 21 de juny 2013.